# Caroline Delas
Caroline Delas, francoska veslačica, * 27. februar 1980, Langon, Vendée.
Leta 2004 je na Poletnih olimpijskih igrah 2004 v Atenah zastopala Francijo, leta 2005 pa je Delasova na Sredozemskih igrah v enojcu osvojila srebrno medaljo. 